# Wolf Hoffmann
Pour les articles homonymes, voir Hoffmann.

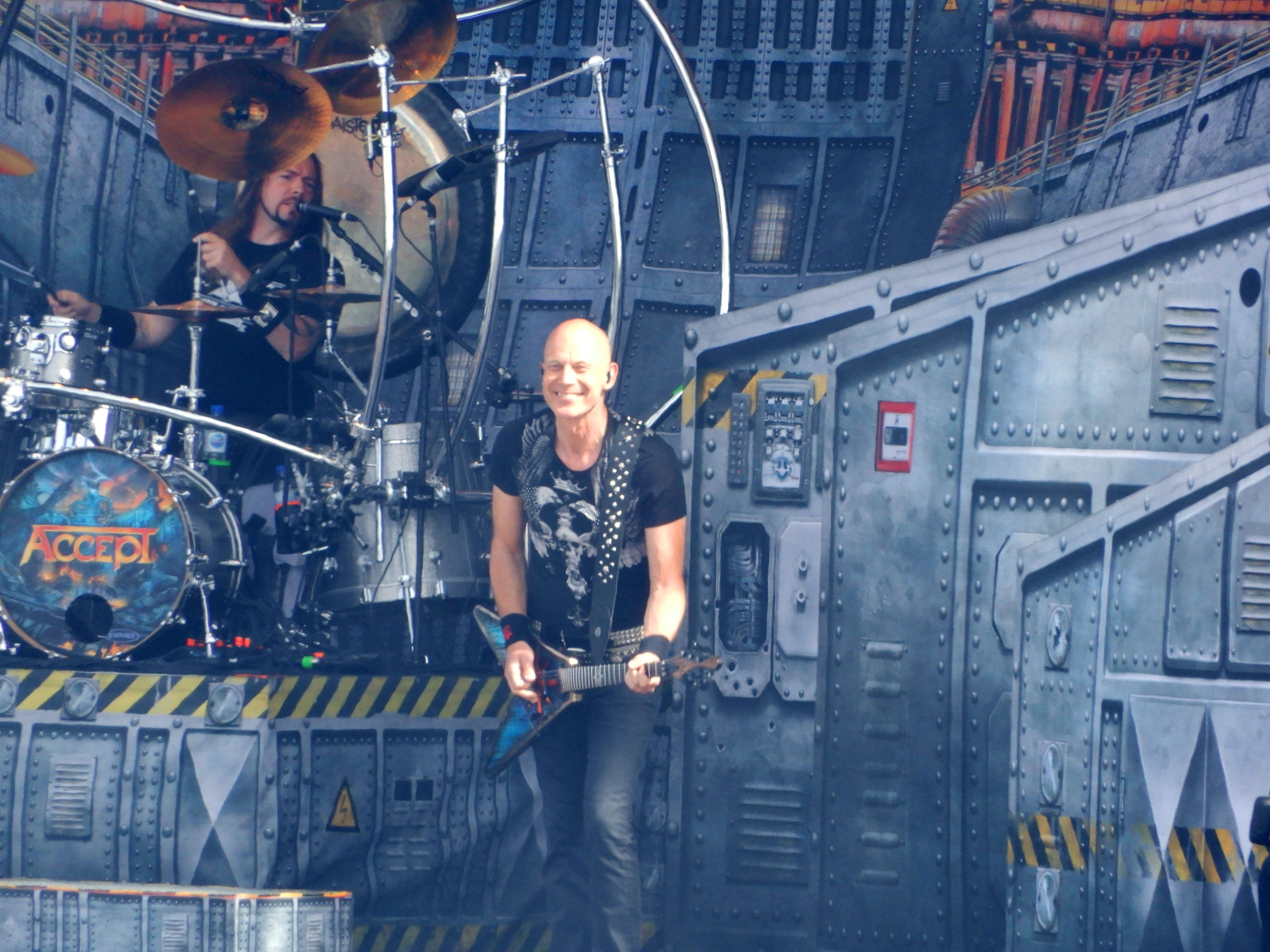
Wolf Hoffmann au Hellfest 2018

Wolf Hoffmann (né le 10 décembre 1959 à Mayence) est un guitariste de rock et photographe professionnel, d'origine allemande. Il est tout particulièrement connu pour être le guitariste et compositeur du groupe allemand de heavy metal Accept qu'il rejoint en 1976. Il se consacre également à un projet solo en 1997, où il reprend des morceaux classiques en version hard rock. Il a été marié à la manager et parolière du groupe Accept, Gaby Hauke Hoffmann, connue aussi sous le pseudonyme de Deaffy. Il s'est depuis marié avec la violoniste bengalie, Ava-Rebekah Rahman qui avait participé à plusieurs concerts d'Accept en tant soliste entre 2019 et 2023 

## Biographie

### Musique

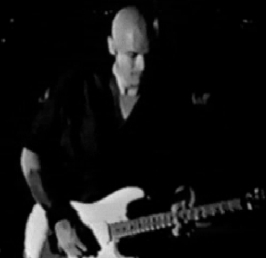
Wolf Hoffmann en 1993

Hoffmann est connu à la fois pour ses riffs accrocheurs et pour ses solos de guitares extrêmement lyriques, dans lesquels il privilégie dynamisme, mélodicité et expressivité.
Outre le Heavy-metal et le rock, Hoffmann est connu pour sa passion pour la musique classique, Tchaïkovski étant un de ses compositeurs préférés. Il en a fait de nombreuses reprises, d'abord au sein d'Accept : la Marche slave (Tchaikovski), La Lettre à Élise (Beethoven), la Danse du sabre (Khatchatourian), Pomp and Circumstance (Elgar) et, en live, le thème du destin de Carmen (Bizet), Dans l'antre du roi de la montagne (Grieg), le Boléro (Ravel) puis, en solo, avec l'album Classical (1997), réinterprétant ces thèmes avec d'autres, tout aussi célèbres, en version rock et blues.
Il a également, à cette même époque, interprété un solo de guitare pour l'album solo de Sebastian Bach. Il a ensuite renouvelé sa collaboration avec ce dernier pour une série de shows. Depuis la fin des années 80, il s'est expatrié aux États-Unis, à Nashville. Il a reformé le groupe Accept depuis 2009 et a co-écrit avec le bassiste Peter Baltes la musique des trois albums que le groupe a sortis depuis (Blood of the Nations, Stalingrad et Blind Rage). Il a par ailleurs sorti un deuxième album solo poursuivant l'approche entamée en 1997 avec son album Classical, intitulé Headbangers Symphony (2016), reprenant un certain nombre de thèmes classiques célèbres à la guitare (Mozart, Bizet, Beethoven, Bach, Puccini, etc.) accompagné d'un orchestre symphonique. 

### Photographie
Son intérêt pour la photographie lui vient au cours des tournées d'Accept. Il commence en tant qu'amateur, prenant des photos des différents endroits que le groupe est amené à visiter, pour leurs concerts. Après la première séparation du groupe, il s'y investi plus en profondeur et commence à apprendre les ficelles du métier, en tant qu'assistant photographe. Et il s'essaie à la photographie artistique, notamment la photo de paysage.
Lors de la reformation d'Accept, certaines de ses photos servent de couverture des albums Objection Overruled et Predator.
Ce n'est qu'à la seconde séparation du groupe qu'il s'y lance en tant que professionnel, travaillant principalement dans la publicité et, occasionnellement, pour des musiciens.

## Discographie

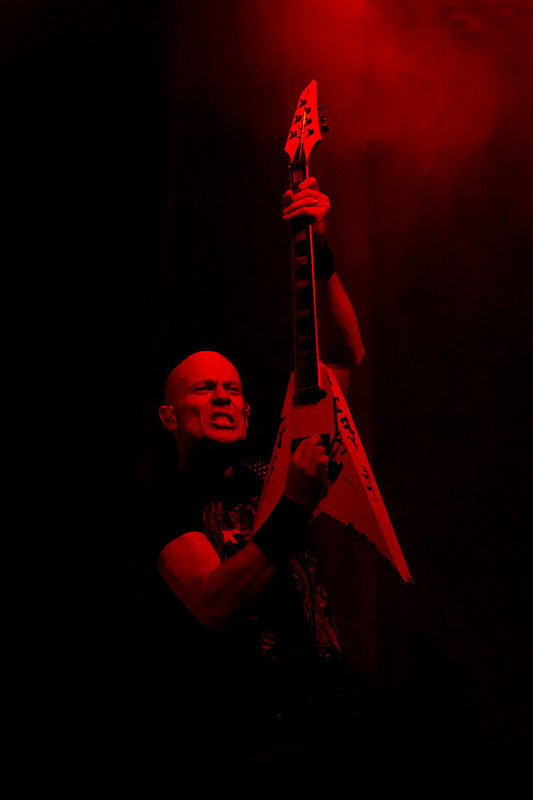

### Avec Accept
- 1979: Accept
- 1980: I'm a Rebel
- 1981: Breaker
- 1982: Restless and Wild
- 1984: Balls to the Wall
- 1985: Kaizoku-Ban (EP)
- 1985: Metal Heart
- 1986: Russian Roulette
- 1989: Eat the Heat
- 1990: Staying a Life (Live)
- 1993: Objection Overruled
- 1994: Death Row
- 1996: Predator
- 1997: All Areas: Worldwide (Live)
- 1998: The Final Chapter (Live)
- 2002: Rich & Famous (EP)
- 2010: Blood of the Nations
- 2012: Stalingrad
- 2014: Blind Rage
- 2017: The Rise of Chaos

### Wolf Hoffmann (solo)
- 1997: Classical (Album)
- 2016: Headbangers Symphony (Album)